# Qarasor Köli (saltsjö i Kazakstan, Qaraghandy)
Qarasor Köli är en saltsjö i Kazakstan.   Den ligger i oblystet Qaraghandy, i den östra delen av landet, 300 km sydost om huvudstaden Astana. Arean är 147 kvadratkilometer.